# Bosfor
Acest articol privește strâmtoarea purtând acest nume; Bosfor  este și o universitate în Turcia, pe când Bosforul cimerian reprezintă un stat antic elen.
Bosfor (în greaca veche: Βόσπορος, din cuvintele elene: βοῦς, boũs‚ „vită”, „bou” și gπόρος, póros‚ „drum”; în turcă: Boğaz „gură”, respectiv Karadeniz Boğazı, „Gura Mării Negre”; cunoscută și ca „Strâmtoarea Istanbul”) este o strâmtoare între Europa și Asia, care leagă Marea Neagră cu Marea Marmara. Împreună cu Dardanelele, acesta leagă Marea Neagră de Marea Egee, care face parte din Marea Mediterană. Istanbul, cel mai mare oraș din Turcia, este situat pe ambele părți ale strâmtorii. Are o lungime de aproximativ 30 km, cu o lățime maximă de 3.700 metri la intrarea nordică, o lățime minimă de 700 metri între Kandilli și Așiyan și una de 750 metri între Anadoluhisarı și Rumelihisarı. Adâncimea apei variază între 36 și 124 de metri.
Bosforul alcătuiește granița dintre Rumelia, partea europeană a Turciei și Anatolia partea asiatică. Aceasta este cea mai îngustă strâmtoare maritimă folosită pentru navigația internațională. Ea leagă Marea Neagră cu Marea Marmara (care este legată la rândul său cu Marea Egee prin strâmtoarea Dardanele și, prin intermediul acesteia, cu Marea Mediterană).

## Apariția
Teoria potopului Mării Negre presupune că Bosforul s-a format în urmă cu aproximativ 7.600 de ani. Înainte de aceasta, nivelurile Mării Negre și ale Mării Marmara erau semnificativ mai scăzute și nu erau conectate. La sfârșitul ultimei ere glaciare, topirea unor mari mase de gheață și zăpadă a dus la creșterea dramatică a nivelului apei în ambele mări. În doar câteva zile, puternicul flux de apă și-a forțat drumul de la o mare la alta, după cum reiese din topografia fundului și din alte semne.

## Transport
Trei poduri și două tuneluri (de la nord la sud) leagă malurile strâmtorii:
- Podul rutier și feroviar Yavuz Sultan Selim (1.408 m; finalizat în 2016) la capătul nordic al strâmtorii, pe coasta Mării Negre;

- Podul rutier Sultan Mehmed Fatih (1090 m; construit în 1988) la 5 km nord de primul pod;

- Podul Bosfor, cu o deschidere principală de 1 074 de metri (finalizat în 1973);

- Tunelul de cale ferată Marmaray dintre cele două districte ale Istanbulului, Kazlıçeșme pe partea europeană și Ayrılıkçeșme pe partea asiatică (lungime totală 13,6 km, 1,4 km sub apă; inaugurat în 2013), ca parte a proiectului Marmaray, a conectat sistemele de transport de mare viteză ale părților europeană și asiatică ale Istanbulului;

- Tunelul rutier Eurasia între Kazlıçeșme și Geztepe (lungime 14,5 km, inclusiv 5,4 km pe sub strâmtoare, la o adâncime de 106 metri), inaugurat în decembrie 2016[3].

Prin Bosfor trec anual circa 55.000 de nave.
Dintre aceste nave, circa 30% (adică aproximativ 16.500) sunt cele care transportă țiței, în jur de 155 de milioane de tone de țiței.
Acest lucru face ca pericolul unei catastrofe de mediu să fie foarte mare.
Turcia dorește ca pe viitor să se renunțe complet la transportul de petrol prin Strâmtoarea Bosfor.